# Баран-Елі
Баран-Елі (також Боран-Елі) — маєток Айвазовського у східному Криму, на території нинішнього села Привітне Кіровського району Криму, останнім власником якого був онук мариніста, живописець та художник з кераміки, Михайло Пелопідович Латрі.

## Маєток
Відомо, що батьки Айвазовського (батько — купець третьої гільдії, що розорився під час епідемії чуми 1812) нерухомого майна не мали. Іван Костянтинович, який здобув широку популярність вже в 1830-х роках і став академіком живопису в 1839 році, почав заробляти хороші гроші і незабаром почав купувати землі на околицях Феодосії та на Південному березі Криму.

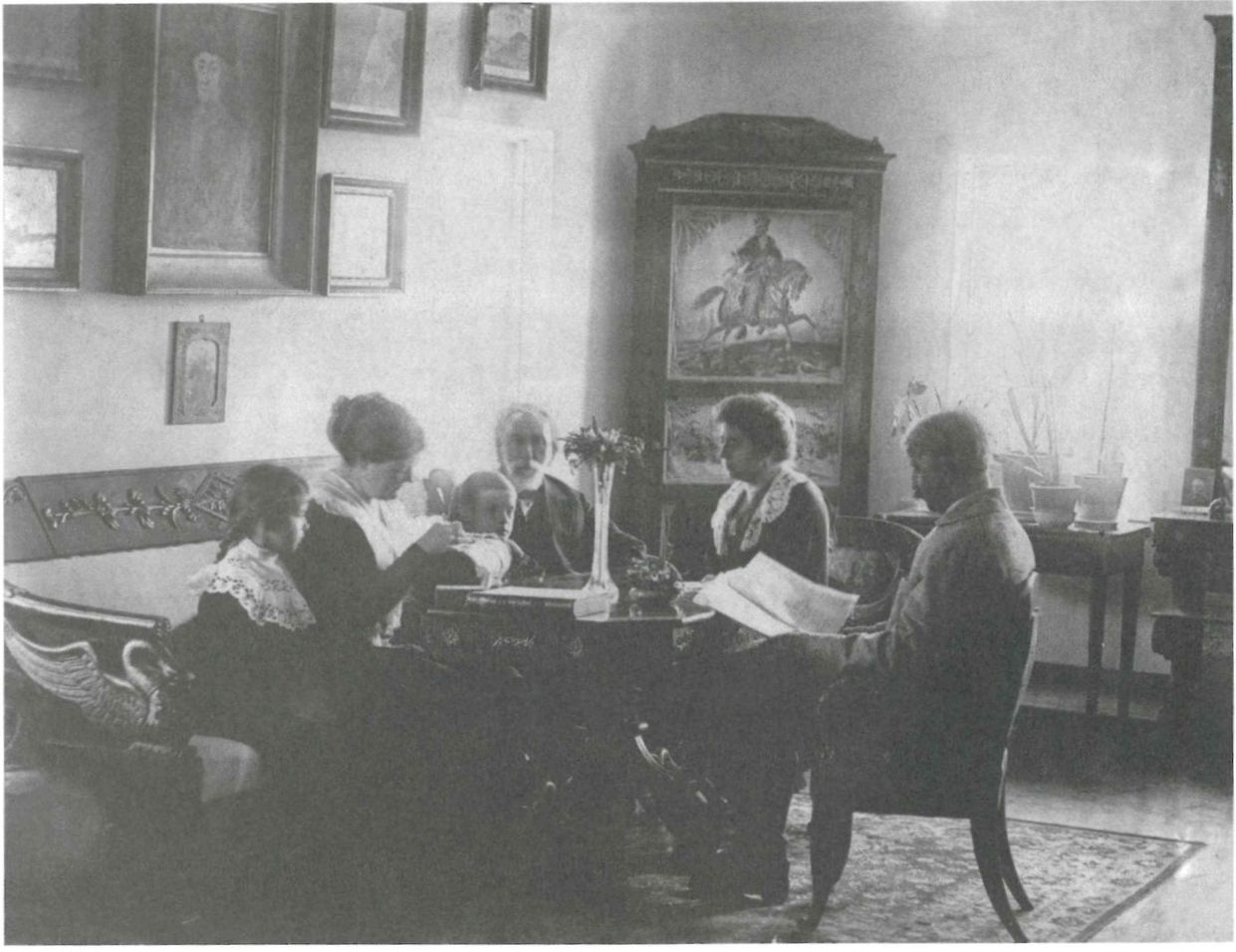
У вітальні маєтку Боран-Елі. Зліва направо: Ольга Мікеладзе, Аріадна Арендт-Латрі (дитина на руках), С. А. Раєвський, Михайло Латрі. Близько 1910 року.

Час придбання Айвазовським власне маєтку Боран-Елі точно не встановлено. З архівних документів випливає, що на час отримання в 1864 році спадкового дворянства художник вже володів 2500 десятинами землі в маєтку Шейх-Мамай. Взагалі, Айвазовський був найбільшим землевласником у Східному Криму — за деякими даними йому належало до 12 тисяч десятин угідь. Ще за життя Айвазовський розподілив маєтки між дітьми: Боран-Елі, «оточене садом з каштанами і могутніми тополями» призначалося старшій дочці Олені (11 червня 1849 — 2 липня 1918). Чи іменувалося так це урочище, чи назва зі зниклого на той час села Баран-Елі, що розташовувалося за 2 кілометри на південний захід від маєтку, при річці Субаше, невідомо. Також невідомий час дарування маєтку доньки та час спорудження садиби — вважається, що майже всі будинки будувалися Айвазовським.
Боран-Елі був найменшим маєтком Айвазовського — аграрна садиба, де вирощували зернові та фрукти. Маєток «утопало в зелені», було збудовано альтанку в мавританському стилі, викопано каскад озер, у яких плавали лебеді. Олена Іванівна із сім'єю у Боран-Елі постійно не жила — тут проводили літо та частину осені. На початку XX століття Олена Іванівна подарувала маєток сину, талановитому живописцю Михайлу Латрі, який оселився в ньому 1905 року. Маєток незабаром став місцем зустрічей творчої інтелігенції: тут бували Костянтин Богаєвський, Максиміліан Волошин, Олексій Толстой, Аристарх Лентулов, Веніамін Бєлкін, Срібного віку, сестри Аделаїда та Євгенія Герцик. Михайло Латрі знайшов на околицях Старого Криму родовище високоякісної глини, після чого захопився керамікою і побудував у садибі дві майстерні: для живопису та для художнього ліплення — до революції Латрі був єдиним професійним керамістом у Криму.

## Після революції
У 1920 році Михайло Латрі з дружиною Аріадною Миколаївною Арендт емігрує спочатку Афіни, потім до Парижа. Після остаточного встановлення радянської влади в Криму 17 листопада 1920 року, маєток був націоналізований і на його базі організували радгосп Баран-Елі, який згодом перетворився на село.
Садиба Латрі виявилася єдиним із маєтків Айвазовського, що збереглися до наших днів, у тому числі головний садибний будинок. Він є одноповерховим прямокутним будинком на високому цоколі, з заднього боку якого ще помітні залишки парадного ганку. На торці розташована кам'яна, прибудова з криницею з прозорою водою — одне з численних джерел Айвазовського. Зовні та всередині будівля в поганому стані, адміністрація сільського поселення робить зусилля з реставрації пам'ятника.